# Realidade virtual na educação

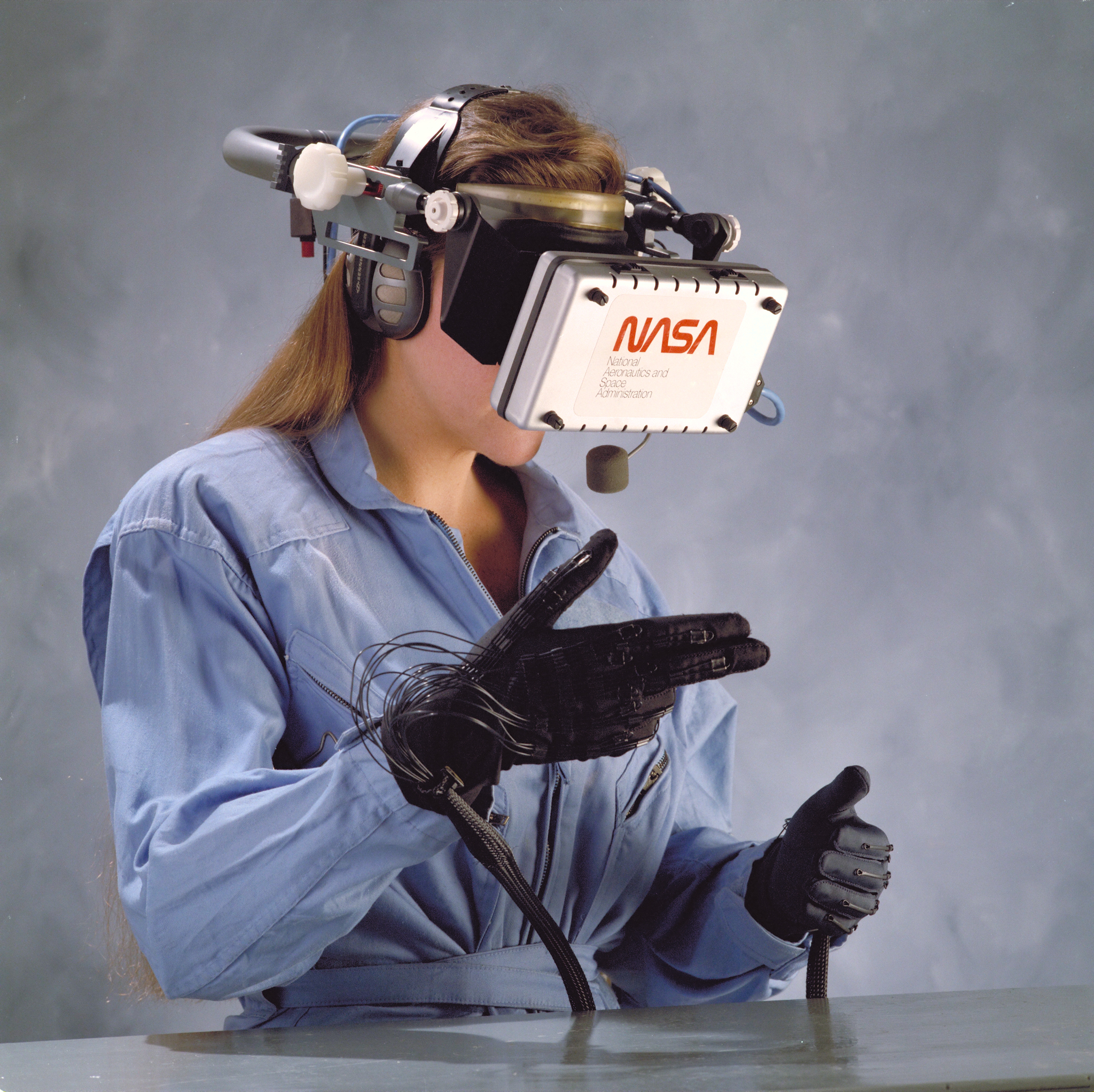
Uma trabalhadora da Nasa a utilizar o sistema de realidade virtual "The View"

A realidade virtual na educação é uma abordagem inovadora que proporciona uma aprendizagem envolvente, interativa e eficaz. Esta pode ajudar na compreensão de conceitos complexos, tornando-os mais explícitos e atraentes, além de disponibilizar experiências que podem não ser possíveis no ambiente de sala de aula tradicional.

## Realidade virtual
A realidade virtual (RV) é um ambiente tridimensional gerado por um computador que pode, ou não, emular o mundo real. Neste, o utilizador é imerso numa experiência artificial, com a qual é capaz de interagir, através do uso de equipamento especializado como Óculos VR ou luvas. Este tipo de equipamento permite, através dos sentidos, nomeadamente a visão e a audição, a imersão do utilizador neste ambiente simulado.

### Aplicações gerais da realidade virtual
A realidade virtual tem uma ampla gama de aplicações em diversas áreas da sociedade. Dada a sua natureza incrivelmente versátil, pode ser modelada para replicar diferentes cenários reais ou criar cenários fictícios. Eis alguns exemplos comuns de Realidade Virtual:

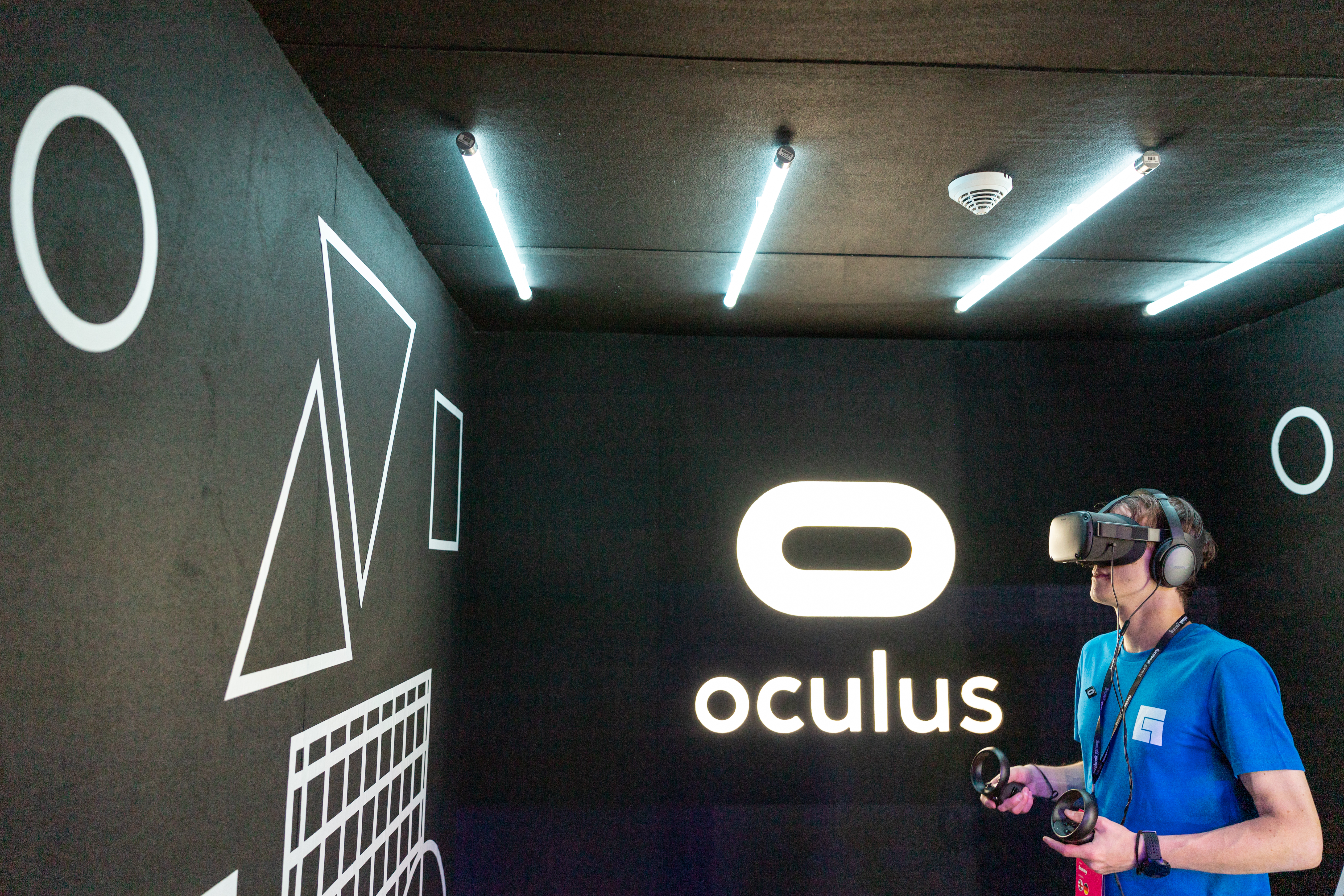
Demonstração dos Óculos Vr "Oculus" na Gamescom 2019

#### Entretenimento
A RV oferece experiências mais envolventes comparada aos métodos tradicionais de entretenimento. Na industria dos vídeo-jogos, o ramo da RV apresentou em 2021 uma avaliação de 7.92 mil milhões USD, e é projetado que atinja os 53.44 mil milhões USD em 2028.

#### Saúde
A RV é capaz de simular situações de alta complexidade e risco fora do mundo real. Isto permite que os profissionais de saúde pratiquem sem o stresse de uma situação real, resultando num treino mais eficaz e menos perigoso.

#### Exploração espacial e Treino militar
Ambas a exploração espacial e o treino militar decorrem em ambientes que são perigosos e aos quais o acesso é difícil. Dadas estas condições, a RV proporciona um ambiente que torna o treino dos profissionais destas áreas mais fácil.

#### Venda de produtos
Através da RV, somos capazes de experimentar produtos, nomeadamente roupa, para ver como ficam em pessoa. Isto não só torna mais prática a compra de produtos, como a torna mais sustentável, dado que não nos deslocamos a uma loja física para realizar compras. Marcas como a Ralph Lauren já realizaram projetos deste tipo.

#### Mercado imobiliário e design interior
Muito como na venda de produtos, através da RV, somos capazes de explorar casas e possíveis decorações sem nos deslocarmos até estas, ou até mesmo sem estas existirem.

## Realidade virtual na educação
A RV pode criar um ambiente imersivo que replica cenários do mundo real ou cria experiências completamente novas, permitindo aos alunos aprender de um modo direto, o que é uma maneira eficaz de praticar e memorizar conteúdos. A RV beneficia a educação de várias maneiras:

### Benefícios da realidade virtual na educação

#### Aprendizagem imersiva
A RV permite que os alunos sejam transportados para diferentes locais, épocas ou até mesmo para o interior do corpo humano. Este tipo de aprendizagem proporciona uma experiência muito mais tangível e memorável. Um crescente número de estudos sugere que a RV na educação pode melhorar os resultados dos alunos. Por exemplo, num relatório de Março de 2019, a EdTech publicou um estudo que mostra que os alunos que tiveram RV presente na sua aprendizagem nas aulas de biologia receberam notas mais altas do que outros alunos. A RV pode também ajudar com a retenção de informação e a memória - a EdTech relata num estudo recente um aumento na retenção de informação de quase 9 por cento por parte dos alunos que aprenderam num ambiente imersivo como a RV.

#### Treino prático

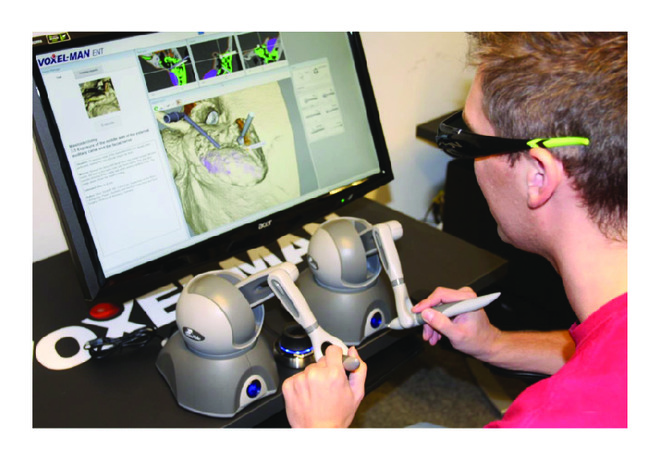
Treino cirúrgico através de realidade virtual

A RV pode ser usada para simular situações práticas como, por exemplo, procedimentos médicos como cirurgias ou treino para construção civil. Este treino sem risco permite que os estudantes pratiquem e aperfeiçoem as suas competências num ambiente seguro antes de as aplicar no mundo real.

#### Colaboração
A RV possibilita uma conexão direta entre as pessoas, independentemente da sua localização geográfica, através da internet. Um estudo realizado pelos seguintes institutos, Centre for Education and Learning, Delft University of Technology, Delft, Netherlands / Leiden Institute of Advanced Computer Science, Leiden University, Leiden, Netherlands / Interactive Intelligence, Delft University of Technology, Delft, Netherlands, pertencente aos seguintes autores, Nesse van der Meer,  Vivian van der Werf,  Willem-Paul Brinkman, Marcus Specht, sobre a eficácia da RV na educação, chegou a várias conclusões, entre as quais a de que a RV facilitava e incentivava a colaboração entre indivíduos, o que resultava numa aprendizagem mais eficiente.

#### Acessibilidade
A RV proporciona uma oportunidade para os alunos com necessidades especiais ou que são fisicamente incapazes de estar em sala de aula. Dada a sua interligação com a internet, a realidade virtual permite a um aluno participar e interagir na aprendizagem mesmo não estando presente no ambiente de aula. Em relação àqueles que apresentam dificuldades de aprendizagem ou deficiências a nível social, a RV cede a oportunidade destes alunos desenvolverem as suas capacidades sociais num ambiente controlado e seguro. Este tipo de projeto já está a ser desenvolvido em pequena escala nos Estados Unidos.

### Restrições da realidade virtual na educação
Embora a RV tenha o potencial de revolucionar a educação, existem algumas desvantagens e limitações inerentes ao sistema educacional que dificultam a sua integração no mesmo, nomeadamente:

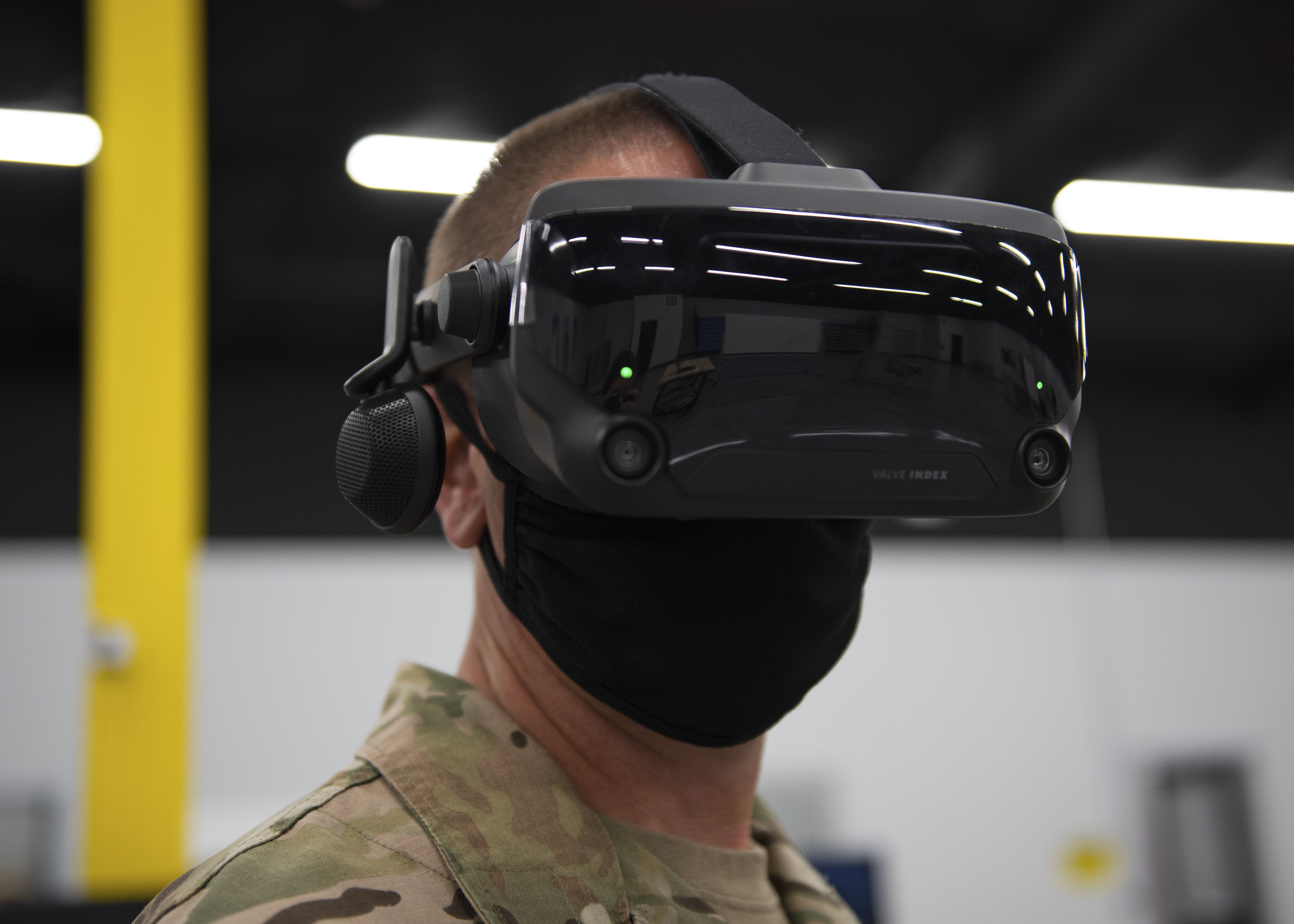
Militar dos Estados Unidos a utilizar os Óculos Vr "Valve Index" que são tecnologia de ponta e custam 539€

#### Custos elevados
Embora já existam produtos, que incluem RV, à venda por preços que rondam os $100 USD, maior parte dos sistemas educacionais do mundo não têm os fundos necessários para os comprar em massa para todos os alunos. Isto pode constituir um grande obstáculo à sua integração nas escolas, dado que ter apenas um dispositivo para vários alunos é pouco prático.

#### Problemas técnicos
A RV é uma tecnologia de ponta, logo pode ser complexa para alguns e pode requerer equipamento ou conhecimento especializado para configurar e manter funcional. Isto implica a formação dos docentes em algo em que a maioria vão ser inexperientes,o que, por si, implica um grande dispêndio de recursos que pode não ser possível.

#### Efeitos secundários

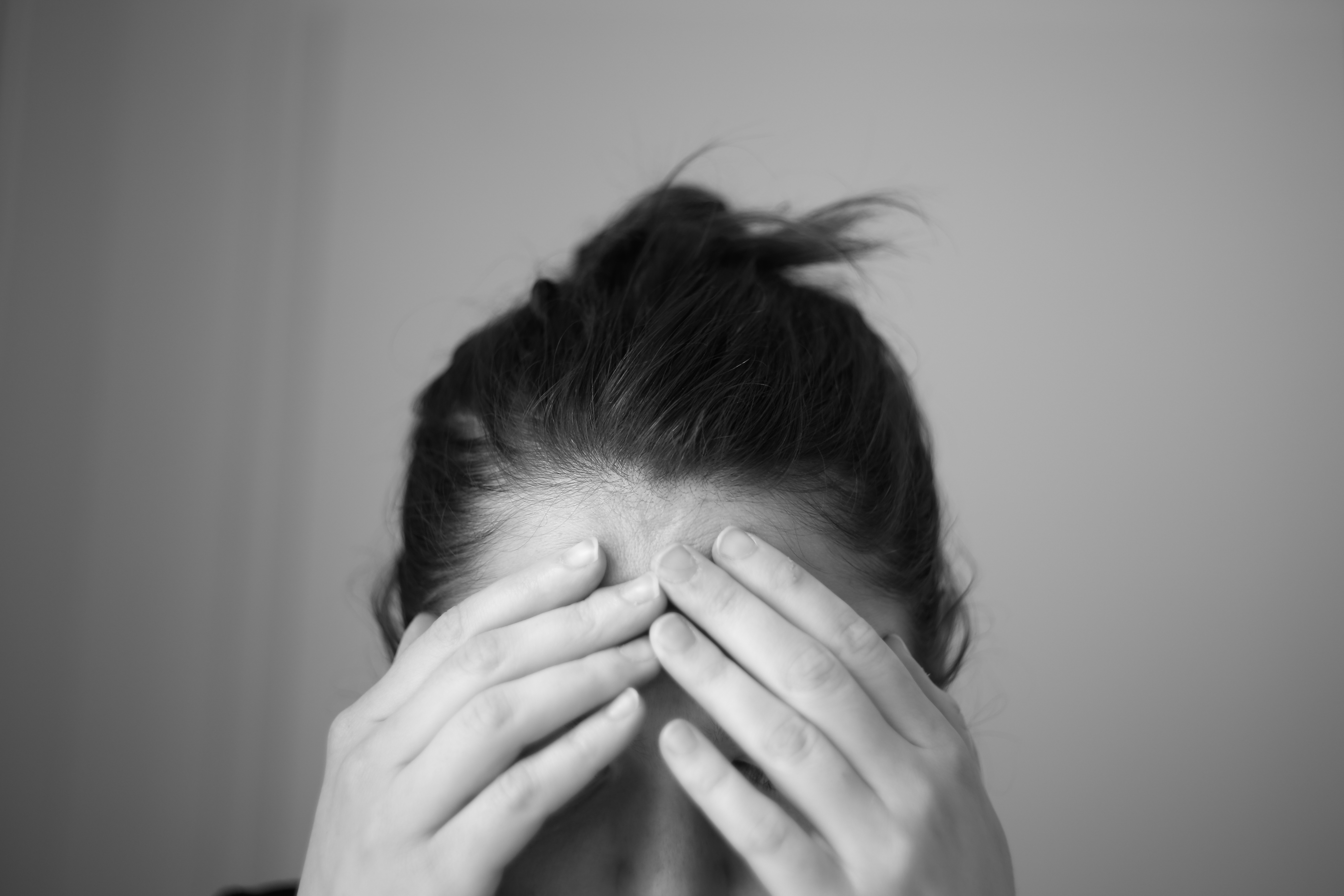
Pessoa com dores de cabeça

O principal bloqueio à padronização da RV na educação são as preocupações relativas aos efeitos secundários causados pela mesma. Os principais efeitos secundários são:
- Cansaço da vista
- Dores de cabeça
- Palidez da pele
- Suores
- Boca seca
- Ficar desorientado
- Vertigem
- Problemas com equilíbrio e coordenação
- Náusea
- Vómito

Um inquérito feito pela organização sem fins lucrativos Common Sense Media concluiu que 60% dos pais de estudantes estão pelo menos um pouco preocupados com os possíveis efeitos negativos da RV. A solução para este problema passa por informar não só os pais, mas também os estudantes, sobre como utilizar a RV de uma maneira segura e que reduza ao máximo as chances de qualquer efeito secundário.

## Casos de utilização de realidade virtual na educação
A realidade virtual já foi adotada por várias instituições de ensino, nomeadamente Universidades, principalmente nos Estados Unidos e no Canadá. Eis alguns exemplos de programas que envolvem realidade virtual em Universidades do continente americano:

### Universidade da Colúmbia Britânica
A Universidade da Colúmbia Britânica fez uma parceria com a empresa Circuit Stream para criar quatro cursos online centrados na realidade virtual. Os quatro cursos são:
- Cursos de desenvolvimento de Realidade Virtual no Unity[22]
- Curso de design interativo de Realidade Virtual[23]

Logótipo da Universidade de Maryland

- Curso de desenvolvimento de jogos[24]
- Curso de design de jogos[25]

### Universidade de Maryland
A Universidade de Maryland criou uma programa que pretende ensinar os alunos ciência da informação e tecnologia através de RV chamado "Virtual Realities for learning".

### Universidade do Texas em Austin
A Universidade do Texas em Austin desenvolveu um projeto de realidade virtual chamado "Texas Immersive" que usa realidade virtual para ensinar os alunos sobre história, ciência e arte.

### Universidade da Califórnia em Los Angeles
A Universidade da Califórnia em los Angeles criou um projeto que pretende informar os alunos sobre o templo Karnak, dando-lhes acesso ao mesmo, através de RV.